# Thuyết minh du lịch
Thuyết minh du lịch là hình thức diễn đạt bằng lới nói lẫn cảm xúc của một hướng dẫn viên để diễn tả điểm tham quan, tuyến điểm du lịch, tới những lãnh vực gần gũi hay có liên quan tới các đối tượng tham quan, tới địa phương trên tuyến tham quan của đoàn khách …
Mục đích của bài thuyết minh được chuẩn bị là thông tin cho khách du lịch về đối tượng tham quan theo nhu cầu tìm hiểu của khách như văn hóa, lễ hội, tôn giáo, tập quán, nghệ thuật truyền thống, kiến trúc mỹ thuật đặc sắc, cảnh quan và di tích, làng nghề, làng văn hóa, các sản phẩm độc đáo, cổ truyền cũng như nhiều nội dung khác. Theo một cách nói hình ảnh, những thông tin này đáp ứng tâm lý "chuộng lạ" của khách du lịch mà vì nó khách bỏ tiền và thời gian đi du lịch.
Ngoài bài thuyết minh, hướng dẫn viên cần chuẩn bị một số nội dung liên quan để sẵn sàng bổ sung thông tin cho bài thuyết minh theo yêu cầu của khách, trả lời câu hỏi, giải đáp thắc mắc cho khách không chỉ tại các đối tượng tham quan mà cả trên đường di chuyển, lúc nghỉ ngơi,…

## Nguyên tắc khi xây dựng một bài thuyết minh

### Dựa vào đối tượng tham quan
Đối tượng tham quan là các cảnh quan, các di tích lịch sử văn hóa, công trình kiến trúc, điêu khắc, các làng quê … thường có đổi thay theo thời gian và sự tác động từ nhiều phía. Xem xét trực tiếp đối tượng tham quan, phỏng vấn tại chỗ với những người có hiểu biết về đối tượng tham quan, hướng dẫn viên đồng thời cần chú ý tới việc lựa chọn sẵn vị trí quan sát tốt nhất cũng như những vị trí khác khi đưa khách tới tham quan. Khi lựa chọn đối tượng tham quan, người hướng dẫn viên cần chú ý những điều sau đây:
Những đối tượng tham quan phải theo hành trình tham quan của đoàn, hành trình này phải được sắp xếp khoa học hợp lý.
Đối tượng tham quan trên lộ trình, tại các điểm du lịch,…. Cần tránh sự trùng lặp, giống nhau và tránh sự đơn điệu, dễ gây sự nhàm chán cho du khách. Số lượng các đối tượng tham quan cần chọn lựa cho vừa phải so với độ dài thời gian của toàn chuyến tham quan, với nhu cầu của khách, trạng thái sức khỏe, tâm lý của khách và loại phương tiện di chuyển,…

### Dựa vào loại hình tham quan
Xác định loại hình tham quan du lịch nhằm giúp cho hướng dẫn trong việc lựa chọn đối tượng tham quan cho phù hợp, chuẩn bị bài thuyết minh và tổ chức hướng dẫn tham quan du lịch thuận lợi. Loại hình du lịch được xác định sẽ cho phép hướng dẫn viên chuẩn bị việc hướng dẫn tham quan du lịch theo chủ đề nhất định. Cũng từ đó, việc lựa chọn đối tượng tham quan chủ yếu, đối tượng tham quan bổ sung trong chuyến du lịch nhanh chóng hơn, dễ dàng hơn.
Loại hình tham quan du lịch dựa vào các tiêu thức sau: 
- Mục đích của chuyến tham quan du lịch nhằm giúp khách tìm hiểu một lãnh vực nào đó, mang tính chuyên sâu và cũng hạn hẹp hơn, khách du lịch chỉ quan tâm tới lãnh vực mà vì nó họ tham gia vào chuyến tham quan.
- Cơ cấu và thành phần của khách du lịch.
- Dựa vào lứa tuổi, nghề nghiệp, dân tộc, tôn giáo, quốc tịch,... của khách du lịch cho phù hợp với yêu cầu và đặc điểm của từng loại khách nhất định.
- Phương tiện di chuyển.

Một chuyến tham quan bằng đi bộ có những yêu cầu hướng dẫn khác với chuyến tham quan mà khách được di chuyển trên các phương tiện như ô tô, xe lửa, máy bay, tàu thủy... Căn cứ vào phương tiện di chuyển, hướng dẫn viên lựa chọn đối tượng tham quan và chuẩn bị bài thuyết minh cho phù hợp. Việc thực hiện loại hình tham quan du lịch bằng đi bộ thường dành cho tham quan thành phố hoặc ở những điểm tham quan du lịch có nhiều đối tượng tham quan mà phương tiện di chuyển không sử dụng được (trong thung lũng, trong rừng, trong làng bản,...) Loại hình tham quan này hướng dẫn viên dễ dàng hơn trong hướng dẫn khách như điều chỉnh nhịp độ di chuyển, thời gian tham quan, điều kiện xem xét các đối tượng tham quan.
Loại hình tham quan du lịch trên phương tiện di chuyển thường được thực hiện nhiều trong thực tế, đặc biệt là bằng ô tô. Hướng dẫn viên cần chuẩn bị cả việc thuyết minh trên phương tiện và chỉ dẫn quan sát, thuyết minh về các đối tượng tham quan tại các điểm dừng. 
Ngoài cách phân loại này, người ta còn phân loại thành các chuyến tham quan lễ hội, chuyến tham quan du lịch làng quê, tham quan du lịch làng nghề, tham quan du lịch thể thao.

## Cấu trúc một bài thuyết minh
- Mở bài: Giới thiệu sơ nét về bản thân, thông báo chương trình tham quan và phần tìm hiểu tâm trạng khách, kết nối thân tình với khách tạo ấn tượng tốt đẹp trong lần giao tiếp đầu tiên.
- Thân bài: Sau phần mở đầu gợi cảm, có sức hấp dẫn, bài thuyết minh của hướng dẫn viên tập trung vào nội dung chính của tuyến tham quan. Phần thân bài, hướng dẫn viên cần tuân thủ theo trình tự giới thiệu đối tượng tham quan từ đầu tiên đến đối tượng tham quan cuối cùng.
- Kết bài: Bài thuyết minh phải có phần kết luận chung, trong đó hướng dẫn viên đánh giá khái quát vấn đề đã giới thiệu trong chuyến tham quan du lịch.Phần này phải làm nổi rõ một lần nữa mục đích của chuyến tham quan đã đạt đến mức nào. Mặt khác, nội dung thông tin tuyên truyền quảng cáo cho chuyến tham quan tiếp theo và những lời nhắn nhủ, mời gọi cũng được thể hiện ở đây cùng với lời cảm ơn của hướng dẫn viên.

## Các phương pháp thuyết minh và các nội dung cần thuyết minh

### Phương pháp chung
Có thể coi đây là một hệ thống các cách thức và biện pháp nghiệp vụ hướng dẫn tham quan du lịch mà hướng dẫn viên sử dụng nhằm mục đích giúp cho khách được quan sát, xem xét các đối tượng tham quan, được chọn lựa và được hiểu biết về các đối tượng này qua lời thuyết minh của hướng dẫn viên.Hướng dẫn viên phải giúp khách xác định vị trí quan sát đối tượng tham quan một cách khoa học, hợp lý trên phương tiện di chuyển.Trên đường đi bộ hay tại điểm dừng tham quan mà khách đã rời khỏi phương tiện.Hướng dẫn viên phải căn cứ vào thời tiết, loại hình phương tiện …mà chọn lựa vị trí quan sát đối tượng tham quan cho khách một cách nhanh chóng, chính xác, thuận lợi và an toàn.

### Miêu tả và kể chuyện, tái hiện những sự kiện, huyền thoại trong lịch sử
Phương pháp này là cách giới thiệu theo trình tự nội dung của các sự kiện, địa danh, điểm du lịch và gắn với việc miêu tả từ toàn cục tới chi tiết đối tượng tham quan mà khách đang xem xét.hướng dẫn viên vừa kể theo trình tự thời gian, không gian các nội dung vừa tái hiện lịch sử của vùng đất, công trình hay lễ hội qua lời tái hiện của hướng dẫn viên..Hướng dẫn viên có thể chọn lựa các tục ngữ, ca dao, truyền thuyết trong kho tàng văn học dân gian phong phú và đồ sộ để đưa vào lời kể cho tăng sức cuốn hút mà vẫn giúp khách thư giãn khi tham quan.
Phương pháp kể chuyện phải tùy vào hoàn cảnh và bám sát vào nội dung cần thuyết minh - không được đi quá xa với nội dung yêu cầu, không kể chuyện 'phiếm, chuyện mơ hồ, bịa đặt. Cần lưu ý không được kể chuyện mặn, phương pháp thuyết minh bằng phương pháp này tuy dễ nhưng rất khó vì đòi hỏi lệ thuộc vào cái duyên của người hướng dẫn, chuyện kể không nhàm chán nhưng khiến khách suy nghĩ, chuyện mặn nhưng không mặn, đó mới là hay.

### Giới thiệu minh họa và bình luận
Phương pháp này bắt đầu bằng việc chỉ dẫn, giới thiệu đối tượng tham quan cho khách du lịch và minh họa cho khách hiểu về quá trình hình thành, đổi thay và những so sánh, đối chiếu với các đối tượng khác.Ở phương pháp này chỉ dẫn và chứng minh luôn bổ sung cho nhau nhằm tăng sức cuốn hút của đối tượng tham quan với du khách.Trong quá trình giới thiệu, chỉ dẫn, minh họa và bình luận về đối tượng tham quan, hướng dẫn viên có thể sử dụng đan xen các phương pháp thuyết minh khác khi quan sát thái độ biểu cảm của khách du lịch sao cho việc thuyết minh lôi cuốn khách hơn, khách đỡ căng thẳng hơn và buổi tham quan sinh động hơn.
Cần trung lập trong các vấn đề nhạy cảm, bình luận theo câu chuyện khách quan tâm, tranh luận nhẹ hoặc bình luận theo vấn đề nóng mà khách quan tâm.

### Hướng dẫn tham quan trên phương tiện vận chuyển
Hướng dẫn tham quan trên phương tiện di chuyển khách du lịch, hoặc là hướng dẫn bổ trợ cho chuyến tham quan mà điểm đến là các đối tượng tham quan được chọn lựa khi khách rời phương tiện, hoặc là đoàn khách sử dụng phương tiện di chuyển để tham quan là chủ yếu.Chọn vị trí hoặc đứng trên phương tiện sao cho thích hợp với việc có thể chỉ dẫn cho khách đối tượng tham quan đang hiện dần trước mắt, có thể quan sát được khách, đánh giá mức độ chú ý của họ trên phương tiện tham quan, có thể thuyết minh dễ dàng.

### Hướng dẫn tham quan trên mặt đất
Phần lớn các chuyến tham quan du lịch được thực hiện trên mặt đất ở những điểm du lịch đã lựa chọn có đối tượng tham quan đáp ứng mục đích, nhu cầu của khách du lịch. Phương pháp hướng dẫn tham quan du lịch chủ yếu dựa trên các phương pháp chung đã nêu. Trên phương tiện vận chuyển khách tham quan, hướng dẫn tranh thủ giới thiệu một cách khái quát về nơi tham quan với các loại đối tượng tham quan đang tồn tại. Khi đến điểm tham quan, hướng dẫn viên cần tập hợp khách lại và giới thiệu khái quát vừa nhằm giúp khách du lịch có sự hình dung về điểm tham quan.Trong thực tế, hướng dẫn tham quan du lịch trên mặt đất, tại các điểm tham quan diễn ra phổ biến nhất và cũng đòi hỏi nghiệp vụ, tri thức của hướng dẫn viên rất cao. Hướng dẫn du lịch trưởng thành nhanh hơn khi tổ chức hoạt động hướng dẫn cho khách tham quan theo loại hình này.
Phần lớn, hướng dẫn tham quan trên mặt đất rất khó thực hiện khi áp dụng tại các điểm tham quan lớn, vì khó tập trung khách và ồn. Chỉ thực hiện khi tham quan tại bảo tàng hay các điểm phạm vi hẹp. Ngày nay, loại hình hướng dẫn này do hướng dẫn địa phương đảm nhiệm nhiều, hướng dẫn đoàn không còn thực hiện.

### Hướng dẫn tham quan bằng đi bộ
Tham quan bằng đi bộ là loại hình tham quan mà khách du lịch cùng với hướng dẫn viên không sử dụng phương tiện di chuyển tại điểm du lịch khi di chuyển, quan sát các đối tượng tham quan và nghe thuyết minh. Khách du lịch cùng hướng dẫn viên đi bộ để thực hiện.

## Các phương pháp thuyết minh

### Phương pháp phân đoạn
Thực hiện đối với những cảnh quan có quy mô lớn (Đại nội, phố cổ Hội An), hoặc các sự kiện được diễn tiến trình tự theo thời gian (quá trình Nam Tiến, mở và dựng nước theo các thời đại).

### Phương pháp nổi bật trọng tâm, trọng điểm
Làm nổi bật điểm đặc trưng và sự khác biệt của cảnh quan, sự kiện này với cảnh quan, sự kiện khác (phân tích các yếu tố khí hậu, địa lý, văn hóa hay nhân vật lịch sử,...) Nêu bật những đặc điểm riêng mà nơi khác không có (phương pháp so sánh).
Tất cả việc làm nổi bật này đều nhằm vào mục đích: tạo hứng thú cho du khách.

### Phương pháp tức cảnh, sinh tình
Thể hiện tình cảm hứng thú về một phong cảnh đẹp hay về một sự việc xã hội nào đó.

### Phương pháp kết hợp giữa hư và thực
Kết hợp giữa truyền thuyết, truyện ngụ ngôn, truyện dân gian,….Với ý nghĩa thực, giá trị đạo đức xã hội thực của câu chuyện. Hư là thần thoại, là truyền thuyết, giá trị đạo đức dân gian. Thực là ứng xử, giao tiếp xã hội. Nguyên tắc chính khi sử dụng phương pháp này là: lấy thực làm chủ đạo. Mỗi câu chuyện cổ tích, dân gian đã lồng ghép vào những tri thức, kinh nghiệm bản địa mà họ tích lũy được trong quá khứ. Nhiệm vụ của HDV là phải giải mã, mã hóa những thông tin bị ẩn giấu trong đó ra

### Phương pháp hỏi đáp
- Khách hỏi – hướng dẫn trả lời: Tránh trả lời tràn lan, quên mất nội dung chính đang truyền đạt cho cả đoàn, không được tránh né, từ chối.
- Hướng dẫn đặt vấn đề – khách cùng trả lời: Để thực hiện hình thức này đạt hiệu quả cao và gây hứng thú cho du khách, người hướng dẫn viên phải chuẩn bị trước – với những cách đặt vấn đề tạo sự hào hứng, đừng dễ quá cũng đừng khó quá, những câu hỏi đặt ra khách có thể trả lời được
- Hướng dẫn tự hỏi – tự trả lời:Đây là dạng khá đặc biệt, trong đó người hướng dẫn viên phải mượn lời của một nhân vật thứ ba và tạo dựng tiết tấu câu chuyện thật thú vị và hấp dẫn. Thường là dạng một câu chuyện không gắn với hoạt động đời thường.

### Phương pháp lấp lửng – tạo ra những nổi nhớ dai dẳng
Hướng dẫn viên kết thúc lấp lửng có chủ đích về một câu chuyện.Nghệ thuật chuyển tiết câu chuyện sang một đề tài mới, hấp dẫn hơn và lý thú hơn.

### Phương pháp so sánh – lấy cái quen thuộc để so sánh với điều mới lạ
So sánh những cái tương tự trong đời thường với điều mới lạ đang diễn ra trước mắt: so sánh sự khác nhau và những điểm nổi bật về một giai đoạn lịch sử, một triều đại.

### Phương pháp vẽ mắt cho rồng
Là phương pháp khó đòi hỏi sự kết hợp của nhiều kỹ năng. Phương pháp này chia làm 8 phương pháp, kết hợp nhiều nguồn tư liệu và các nghiệp vụ hay tố chất sẵn có của hướng dẫn viên.
Sử dụng từ ngữ khái quát, độc đáo nhất để làm nổi bật một hay nhiều điểm đặc trưng của một vùng đất, một cộng đồng dân cư tạo ấn tượng thật sự cho du khách.

### Phương pháp "lời nói dối vô hại"
Phương pháp "lời nói dối vô hại" là phương pháp thuyết minh khó, đòi hỏi người hướng dẫn viên có nét duyên của riêng bản thân. Xét về mức độ khó, đây là phương pháp thuộc về kỹ năng của từng người.

## Phương pháp minh họa
Phương pháp dùng mẫu vật thuyết minh cho bài thuyết minh. Tuy nhiên phương pháp rất dễ gây hiệu quả ngược - rất dễ gây hiểu nhầm cho du khách. Phương pháp này chỉ dùng cho từng trường hợp cụ thể.